# Ernst-Ludwig-Allee 8 (Buchschlag)

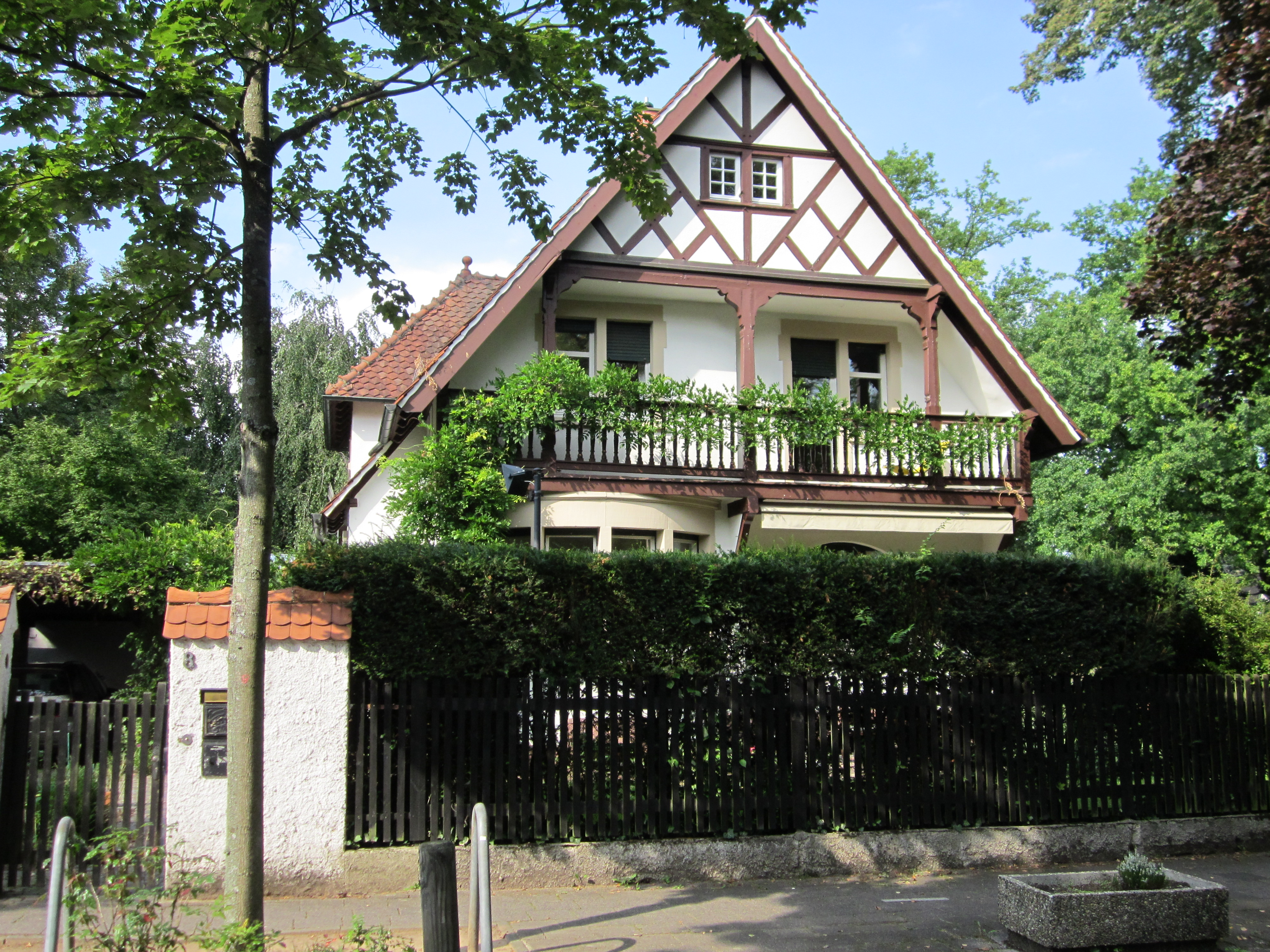
Gebäude Ernst-Ludwig-Allee 8 in Buchschlag

Das Gebäude Ernst-Ludwig-Allee 8 in Buchschlag, einem Stadtteil von Dreieich im südhessischen Landkreis Offenbach, wurde um 1907/08 errichtet. Die Villa an der Ecke zum Zaunweg in der Villenkolonie Buchschlag ist ein geschütztes Kulturdenkmal.
Der Fachwerkbau wurde nach Entwürfen des Architekten Beck für die Firma Korb in Offenbach am Main errichtet und ist nahezu baugleich mit dem Haus Eleonorenanlage 7. Die Erker, Veranden, Giebel und Zwerchhäuser sind Gliederungsmittel neben der Fachwerkdekoration. 